# Nekrolog 3. Quartal 1904
Nekrolog
◄◄
| ◄
| 1900
| 1901
| 1902
| 1903
| 1904 | 1905 | 1906 | 1907 | 1908 | ► | ►►
1. Quartal |
2. Quartal |
3. Quartal |
4. Quartal 1904
Weitere Ereignisse | Allgemeiner Nekrolog 1904
Die Beschreibung der verstorbenen Person sollte so kurz wie möglich gehalten sein und nur deren signifikante Tätigkeit(en) enthalten.
Neue Namen ggf. auch unter dem Geburts- und Sterbedatum, also etwa unter 1. Januar und im Geburts- und Sterbejahr (2024) eintragen (nur bei entsprechender großer Wichtigkeit). Für Beispiele siehe die schon vorhandenen Artikel.
Außerdem über die fünf zuletzt Verstorbenen, zu denen es einen ausreichend guten Artikel für eine Präsentation auf der Hauptseite gibt, nach der todesbedingten Überarbeitung der Artikel ggf. auch unter Wikipedia Diskussion:Hauptseite informieren und sie am besten auch in den anderen Wikipedia-Sprachversionen eintragen. Tipp: Regelmäßig bei news.google.de nach „ist tot“, „gestorben“ oder „verstorben“ suchen.
Wenn eine Person gestorben ist, gibt es viele Seiten zu dieser Person in der Wikipedia, die davon auch betroffen sind und entsprechend aktualisiert werden müssen. Beispiele: Namenübersichtsseite, Geburtsjahr, Geburtsort-Seiten und viele mehr.
Wie finde ich die betroffenen Seiten?
Im Suchfeld auf der linken Seite gibt man den Suchbegriff so ein: „Vorname Nachname“. Dann klickt man auf Volltext und alle Seiten mit entsprechendem Suchtext werden aufgerufen. Hier sieht man dann schnell, wo auch das Todesjahr Sinn macht oder sogar ein Teil des Artikels angepasst werden muss. Auch hilft das „Werkzeug“ auf der linken Seite sehr gut, um solche Seiten aufzufinden: „Links auf diese Seite“. Somit ist die Wikipedia wieder aktuell in allen Bereichen! Hinweis: bei Eintragung der Kategorie „Gestorben JAHR“ wird der Missbrauchsfilter 49 ausgelöst, was jedoch nicht schlimm ist. Siehe: Spezial:Missbrauchsfilter/49
Dies ist eine Liste von im dritten Quartal 1904 verstorbenen bekannten Persönlichkeiten. Die Einträge erfolgen innerhalb der einzelnen Daten alphabetisch sortiert. Tiere sind im Nekrolog für Tiere zu finden.

## Juli
| Tag      | Name                                             | Beruf, bekannt als                                                                   | Alter | Beleg |
| -------- | ------------------------------------------------ | ------------------------------------------------------------------------------------ | ----- | ----- |
| 1. Juli  | Josep Balari i Jovany                            | spanischer Altphilologe, Historiker, Romanist und Katalanist                         | 59    |       |
| 1. Juli  | Ernst von Beulwitz                               | bayerischer Generalmajor                                                             | 60    |       |
| 1. Juli  | Enrique Dupuy de Lôme                            | spanischer Diplomat                                                                  | 52    |       |
| 2. Juli  | Henri Béconnais                                  | französischer Rennfahrer                                                             | 35    |       |
| 2. Juli  | Ernst Fürstenheim                                | deutscher Arzt                                                                       | 67    |       |
| 2. Juli  | Eugénie Joubert                                  | französische römisch-katholische Ordensfrau, Selige                                  | 28    |       |
| 2. Juli  | Iván von Simonyi                                 | ungarischer Politiker und Schriftsteller                                             | 65    |       |
| 2. Juli  | Hans Thum                                        | deutscher Unternehmer und Automobilrennfahrer                                        | 35    |       |
| 3. Juli  | John Bell Hatcher                                | US-amerikanischer Paläontologe                                                       | 42    |       |
| 3. Juli  | Theodor Herzl                                    | österreichischer Schriftsteller, Publizist, Journalist und zionistischer Politiker   | 44    |       |
| 4. Juli  | Jean Mieg-Koechlin                               | deutsch-französischer Industrieller, Bürgermeister, MdLA                             | 84    |       |
| 4. Juli  | Anna van Sandick                                 | niederländische Malerin                                                              | 85    |       |
| 5. Juli  | Gilbert Beith                                    | schottischer Politiker                                                               |       |       |
| 5. Juli  | Joseph Blanc                                     | französischer Maler                                                                  | 58    |       |
| 5. Juli  | Gerhard Hachmann                                 | deutscher Rechtsanwalt und Politiker, MdHB, Hamburger Bürgermeister                  | 66    |       |
| 5. Juli  | Franz Hilgendorf                                 | deutscher Zoologe und Konservator                                                    | 64    |       |
| 6. Juli  | Joseph Horace Lewis                              | US-amerikanischer Jurist und Politiker                                               | 79    |       |
| 6. Juli  | Abai Qunanbajuly                                 | kasachischer Dichter, Schriftsteller und Denker                                      | 58    |       |
| 6. Juli  | Gerhard Struve                                   | deutscher Domänenpächter, Zuckerfabrikant und Politiker (NLP), MdR                   | 68    |       |
| 6. Juli  | Witold Zglenicki                                 | polnischer Geologe, Ölausbeuter und Philanthrop                                      | 54    |       |
| 7. Juli  | Adolph Friedländer                               | deutscher Lithograf                                                                  | 53    |       |
| 7. Juli  | Theodor Wilhelm Lesse                            | deutscher Jurist und Politiker (NLP), MdR                                            | 76    |       |
| 8. Juli  | Benno Meyer                                      | deutscher Politiker                                                                  | 61    |       |
| 8. Juli  | Nikolai Nikolajewitsch Obrutschew                | russischer General                                                                   | 73    |       |
| 9. Juli  | Karl Schultes                                    | deutscher Schauspieler, Regisseur und Schriftsteller                                 | 82    |       |
| 9. Juli  | Guido Alexander von Streit                       | preußischer Generalleutnant                                                          | 90    |       |
| 9. Juli  | Édouard Thilges                                  | luxemburgischer Politiker                                                            | 87    |       |
| 10. Juli | Anton Sailer                                     | banatschwäbischer Mäzen                                                              | 84    |       |
| 10. Juli | Robert Fisher Tomes                              | britischer Zoologe                                                                   | 80    |       |
| 11. Juli | Benedikt Menges                                  | Priester, Benediktinerabt                                                            | 63    |       |
| 11. Juli | Moritz West                                      | österreichischer Librettist                                                          | 63    |       |
| 12. Juli | Hendrik Dirk Kruseman van Elten                  | niederländischer Maler                                                               | 74    |       |
| 13. Juli | Elise van Calcar                                 | niederländische Schriftstellerin, Pädagogin und Feministin                           | 81    |       |
| 13. Juli | Farrand Stewart Stranahan                        | US-amerikanischer Politiker, Kriegsteilnehmer, Geschäftsmann und Bankier             | 62    |       |
| 14. Juli | Paul Kruger                                      | südafrikanischer Politiker und Gründer des Kruger-Nationalparks                      | 78    |       |
| 15. Juli | Josef Prokuslav Pražák                           | tschechischer Ornithologe                                                            | 34    |       |
| 15. Juli | Anton Pawlowitsch Tschechow                      | russischer Schriftsteller und Dramatiker                                             | 44    |       |
| 16. Juli | César De Cock                                    | belgischer Landschaftsmaler                                                          | 80    |       |
| 17. Juli | Wilhelm Marr                                     | deutscher Journalist, Antisemit und Politiker, MdHB                                  | 84    |       |
| 17. Juli | Eduard Preuß                                     | deutscher Theologe und Autor, Publizist in USA                                       | 70    |       |
| 17. Juli | Isaac Roberts                                    | walisischer Astronom                                                                 | 75    |       |
| 18. Juli | Friedrich Jakob Dochnahl                         | deutscher Naturforscher und Pomologe                                                 | 84    |       |
| 19. Juli | Hans Hermann Eschke                              | erster deutscher Generalkonsul in Singapur                                           | 47    |       |
| 19. Juli | James T. Johnston                                | US-amerikanischer Politiker                                                          | 65    |       |
| 19. Juli | Heinrich Theodor Schmidt                         | deutscher Architekt                                                                  | 61    |       |
| 20. Juli | Wilhelm Deppe                                    | deutscher Jurist und Politiker, MdR                                                  | 60    |       |
| 20. Juli | Wilhelm Eyle                                     | Tenor und Komponist                                                                  | 64    |       |
| 20. Juli | Marcus Goldman                                   | US-amerikanischer Investmentbankier deutscher Herkunft                               | 82    |       |
| 20. Juli | Berta Lungstras                                  | Gründerin des ersten evangelischen Frauenhauses in Bonn (1873)                       | 67    |       |
| 20. Juli | John R. McBride                                  | US-amerikanischer Politiker                                                          | 71    |       |
| 20. Juli | Friedrich von Schele                             | preußischer Offizier, zuletzt Generalleutnant sowie Gouverneur von Deutsch-Ostafrika | 56    |       |
| 21. Juli | Friedrich Eisenlohr                              | deutscher Mathematiker                                                               | 73    |       |
| 21. Juli | Arthur MacEvoy                                   | britischer Cricketspieler                                                            | 35    |       |
| 21. Juli | John H. G. Vehslage                              | US-amerikanischer Politiker                                                          | 61    |       |
| 22. Juli | Johannes Ludwig Credé                            | deutscher evangelischer Generalsuperintendent                                        | 76    |       |
| 22. Juli | Giovanni Battista Guidi                          | apostolischer Diplomat                                                               | 52    |       |
| 22. Juli | August Laubenheimer                              | deutscher Industrieller                                                              | 55    |       |
| 22. Juli | Hermann Pieper                                   | deutscher Bergwerksdirektor und Abgeordneter                                         | 64    |       |
| 23. Juli | Cornelis Adriaan Lobry van Troostenburg de Bruyn | niederländischer Chemiker                                                            | 47    |       |
| 23. Juli | Richard Hol                                      | niederländischer Komponist                                                           | 79    |       |
| 23. Juli | Heinrich Knorr                                   | Landrat, Beamter und Richter Großherzogtum Hessen                                    | 73    |       |
| 23. Juli | Rudolph Amandus Philippi                         | deutscher Zoologe, Botaniker und Paläontologe                                        | 95    |       |
| 24. Juli | Ernst Friedrich Wilhelm Koenigs                  | Kölner Bankier                                                                       | 61    |       |
| 24. Juli | Friedrich Stephan                                | deutscher Bankdirektor und Politiker (DFP), MdR                                      | 82    |       |
| 25. Juli | John Alexander Morrison                          | US-amerikanischer Politiker                                                          | 90    |       |
| 27. Juli | Oscar Hermann Beschorner                         | deutscher Mediziner                                                                  | 61    |       |
| 27. Juli | John Rogers                                      | amerikanischer Bildhauer                                                             | 74    |       |
| 27. Juli | Higino de Sousa                                  | portugiesischer Mediziner                                                            | 42    |       |
| 28. Juli | Jules Bovon                                      | Schweizer evangelischer Geistlicher und Hochschullehrer                              | 52    |       |
| 28. Juli | Wjatscheslaw Konstantinowitsch von Plehwe        | russischer Politiker                                                                 | 58    |       |
| 29. Juli | Frederick Goodall                                | englischer Maler                                                                     | 82    |       |
| 30. Juli | Richard A. Harrison                              | US-amerikanischer Politiker                                                          | 80    |       |
| 30. Juli | Joseph Joachim                                   | Schweizer Schriftsteller                                                             | 70    |       |
| 30. Juli | Ernst Vowinckel                                  | deutscher Kaufmann und Politiker                                                     | 76    |       |
| 31. Juli | Richard Kund                                     | deutscher Offizier und Forschungsreisender                                           | 52    |       |

## August
| Tag        | Name                                        | Beruf, bekannt als                                                                                    | Alter | Beleg |
| ---------- | ------------------------------------------- | --- | ----- | ----- |
| 1. August  | Martin Binder                               | deutscher Orgelbauer                                                                                  | 54    |       |
| 1. August  | Ernst Hermann Ottiliae                      | preußischer Berghauptmann                                                                             | 83    |       |
| 1. August  | Robert Emory Pattison                       | US-amerikanischer Politiker                                                                           | 53    |       |
| 2. August  | Gustav von Arnim                            | Gutsbesitzer und preußischer Politiker                                                                | 84    |       |
| 2. August  | Sittig von Hanstein                         | preußischer Verwaltungsbeamter und Parlamentarier                                                     | 67    |       |
| 2. August  | Gustav Sixt                                 | Lehrer im Höheren Schuldienst, Gelehrter und Archäologe                                               | 47    |       |
| 3. August  | Hugo von Abensperg und Traun                | österreichischer Hofbeamter und Politiker                                                             | 75    |       |
| 3. August  | Ernst Jedliczka                             | deutscher Pianist und Musikpädagoge russischer Herkunft                                               | 49    |       |
| 3. August  | Godefroid Pelckmans                         | belgischer Kapuziner und Missionsbischof in Indien                                                    |       |       |
| 4. August  | Anton Dietrich                              | deutscher Maler                                                                                       | 71    |       |
| 4. August  | Arnold Krug                                 | deutscher Pianist, Komponist und Musikpädagoge                                                        | 54    |       |
| 4. August  | Robert Crannell Minor                       | amerikanischer Maler                                                                                  | 65    |       |
| 4. August  | Christoph von Sigwart                       | deutscher Philosoph                                                                                   | 74    |       |
| 5. August  | James T. Lewis                              | US-amerikanischer Politiker                                                                           | 84    |       |
| 5. August  | Aloyse Michalesi                            | deutsche Opernsängerin (Altistin)                                                                     | 79    |       |
| 5. August  | Karl Quidenus                               | österreichischer Architekt und Baumeister                                                             | 64    |       |
| 5. August  | Rudolf Johann Friedrich Quoos               | deutscher Rittergutsbesitzer und Politiker (NLP), MdR                                                 | 84    |       |
| 5. August  | Carl Weigert                                | deutscher Pathologe                                                                                   | 59    |       |
| 6. August  | Wassili Bilbassow                           | ukrainisch-russischer Historiker und Publizist                                                        | 67    |       |
| 6. August  | Eduard Hanslick                             | österreichischer Musikkritiker und Hochschullehrer                                                    | 78    |       |
| 6. August  | Edo Friedrich von der Schulenburg           | preußischer Gutsbesitzer, Landrat und Politiker                                                       | 88    |       |
| 7. August  | William Adams                               | britischer Lokomotiveningenieur bei der englischen Eisenbahn                                          | 80    |       |
| 7. August  | Louis Dutfoy                                | französischer Sportschütze                                                                            | 44    |       |
| 7. August  | Heinrich Hasselhorst                        | deutscher Maler und Zeichner                                                                          | 79    |       |
| 7. August  | Mathilda Langlet                            | schwedische Schriftstellerin und Übersetzerin                                                         | 71    |       |
| 7. August  | Heinrich Eduard von Lade                    | deutscher Bankier und Amateur-Astronom                                                                | 87    |       |
| 8. August  | James Cox Aikins                            | kanadischer Politiker, Vizegouverneur von Manitoba                                                    | 81    |       |
| 8. August  | Betty Schuller                              | siebenbürgisch-sächsische Malerin                                                                     | 44    |       |
| 8. August  | Julius Weiler                               | deutscher Chemiker und Industrieller                                                                  | 54    |       |
| 9. August  | Otto Brausewetter                           | deutscher Maler                                                                                       | 68    |       |
| 9. August  | Mark H. Dunnell                             | US-amerikanischer Politiker                                                                           | 81    |       |
| 9. August  | Friedrich Ratzel                            | deutscher Zoologe und Geograph                                                                        | 59    |       |
| 9. August  | John F. Starr                               | US-amerikanischer Politiker                                                                           | 86    |       |
| 9. August  | Lawrence S. Trimble                         | US-amerikanischer Politiker                                                                           | 78    |       |
| 9. August  | George Graham Vest                          | US-amerikanischer Politiker                                                                           | 73    |       |
| 10. August | Friedrich Geyr von Schweppenburg            | preußischer Politiker, Beigeordneter und Mitglied des Preußischen Herrenhauses                        | 72    |       |
| 10. August | Pierre Waldeck-Rousseau                     | französischer Rechtsanwalt und Politiker                                                              | 57    |       |
| 10. August | Wilhelm Karlowitsch Withöft                 | russischer Admiral                                                                                    | 56    |       |
| 11. August | Samuel Putnam Avery                         | US-amerikanischer Künstler, Kunsthändler und Mäzen                                                    | 82    |       |
| 11. August | Fritz Dinger                                | deutscher Maler und Kupferstecher                                                                     | 77    |       |
| 11. August | Rudolf Ganßer                               | württembergischer Offizier, Kolonialoffizier                                                          | 38    |       |
| 11. August | Moritz Lilie                                | deutscher Schriftsteller und Journalist                                                               | 69    |       |
| 12. August | George H. Brickner                          | US-amerikanischer Politiker                                                                           | 70    |       |
| 12. August | Louis von der Groeben                       | deutscher Rittergutsbesitzer und Politiker, MdR                                                       | 61    |       |
| 12. August | William Renshaw                             | englischer Tennisspieler                                                                              | 43    |       |
| 13. August | Angela Balka                                | österreichische Missionsschwester und Märtyrin                                                        | 28    |       |
| 13. August | Alois Bley                                  | deutscher Ordensbruder und Märtyrer                                                                   | 39    |       |
| 13. August | Leopold Feigenbutz                          | Heimatforscher im Kraichgau                                                                           | 76    |       |
| 13. August | Agnes Holler                                | deutsche Missionsschwester und Märtyrin                                                               | 22    |       |
| 13. August | Agatha Rath                                 | deutsche Missionsschwester und Märtyrin                                                               | 27    |       |
| 13. August | Sophia Schmitt                              | deutsche Missionsschwester und Märtyrin                                                               | 24    |       |
| 13. August | Anna Utsch                                  | deutsche Missionsschwester und Märtyrin                                                               | 25    |       |
| 13. August | Karl Tannen                                 | deutscher Verleger und Schriftsteller                                                                 | 77    |       |
| 14. August | Eduard von Martens                          | deutscher Zoologe, insbesondere Malakologe                                                            | 73    |       |
| 14. August | Feodor Streit                               | demokratischer Politiker und Publizist                                                                | 83    |       |
| 15. August | John Henry Kinkead                          | US-amerikanischer Politiker                                                                           | 77    |       |
| 15. August | Carle Wescher                               | französischer Klassischer Philologe, Epigraphiker, Archäologe und Bibliothekar                        | 71    |       |
| 16. August | Adolf Ausfeld                               | deutscher Klassischer Philologe und Gymnasiallehrer                                                   | 48    |       |
| 16. August | George E. Lounsbury                         | US-amerikanischer Politiker (Republikanische Partei) und Gouverneur von Connecticut                   | 66    |       |
| 17. August | Carl Deul                                   | deutscher Architekt und Erster Vorsteher der Landgemeinde Oberschöneweide (1898–1904)                 | 49    |       |
| 17. August | Charles S. Randall                          | US-amerikanischer Politiker                                                                           | 80    |       |
| 17. August | Conrad Weidmann                             | deutscher Maler, Zeichner, Kunst- und Kolonialschriftsteller                                          | 56    |       |
| 18. August | Peter Becker                                | deutscher Landschafts- und Genremaler, Radierer und Lithograph                                        | 75    |       |
| 18. August | Peter von Carnap                            | deutscher Gutsbesitzer und Politiker in Elberfeld                                                     | 81    |       |
| 18. August | Thomas von Nathusius                        | deutscher Tiermaler                                                                                   | 37    |       |
| 18. August | Sivert Nielsen                              | norwegischer Politiker, Mitglied des Storting, Stortingspräsident                                     | 80    |       |
| 18. August | Sébastien Wyart                             | französischer Offizier, römisch-katholischer Geistlicher, Trappist, Abt und Generalabt der Trappisten | 64    |       |
| 18. August | Georg zu Ysenburg und Büdingen-Philippseich | deutscher Verwaltungsbeamter                                                                          | 64    |       |
| 19. August | Augusto Bonetti                             | italienischer Geistlicher                                                                             | 69    |       |
| 20. August | Auguste François Le Jolis                   | französischer Kryptogamen- und Algenexperte                                                           | 80    |       |
| 21. August | Ferdinand Koch                              | deutscher Hüttenbesitzer und Politiker (NLP), MdR                                                     | 71    |       |
| 21. August | Peter Piel                                  | deutscher Komponist, Pädagoge und Musiktheoretiker                                                    | 69    |       |
| 22. August | Kate Chopin                                 | US-amerikanische Schriftstellerin                                                                     | 54    |       |
| 22. August | Izidoro Martins Júnior                      | brasilianischer Dichterjurist                                                                         | 43    |       |
| 23. August | George Leander                              | US-amerikanischer Bahnradsportler                                                                     | 21    |       |
| 24. August | Julius Bergmann                             | deutscher Philosoph                                                                                   | 65    |       |
| 24. August | Friedrich Frank                             | deutscher katholischer Geistlicher und Politiker (Zentrum), MdR                                       | 71    |       |
| 24. August | Georg Hasenclever                           | Landrat                                                                                               | 86    |       |
| 25. August | Marie Bach                                  | Schweizer Schriftstellerin                                                                            | 68    |       |
| 25. August | Henri Fantin-Latour                         | französischer Maler und Lithograph                                                                    | 68    |       |
| 25. August | Marie von Najmájer                          | österreichische Schriftstellerin                                                                      | 60    |       |
| 25. August | Ludwig Zapf                                 | Heimatforscher                                                                                        | 74    |       |
| 27. August | Heinz Lang                                  | österreichischer Mann, literarisches Vorbild                                                          |       |       |
| 27. August | Karl Wisniewski                             | deutscher Musiklehrer, Komponist und Schriftsteller                                                   | 60    |       |
| 28. August | Arthur Melville                             | schottischer Maler                                                                                    | 49    |       |
| 28. August | Otto Süs                                    | deutscher Beamter und Politiker, MdR                                                                  | 74    |       |
| 29. August | Murad V.                                    | Sultan des Osmanischen Reiches (1876)                                                                 | 63    |       |
| 30. August | Wilhelm Eichberger                          | deutscher Opernsänger (Bass), Opernregisseur und Gesangspädagoge                                      | 74    |       |
| 30. August | Michael A. Healy                            | Offizier des Revenue Cutter Service                                                                   | 64    |       |
| 31. August | Ferdinand von Cronenbold                    | österreichischer Offizier                                                                             | 67    |       |
| 31. August | Gustav Loeillot de Mars                     | deutscher Arzt                                                                                        | 59    |       |
| 31. August | Otto zu Solms-Rödelheim                     | preußischer Politiker, Gutsbesitzer in Pommern                                                        | 75    |       |

## September
| Tag           | Name                            | Beruf, bekannt als                                                                                                  | Alter | Beleg |
| ------------- | ------------------------------- | --- | ----- | ----- |
| 1. September  | Karl von Cnobloch               | österreichischer Offizier und Abgeordneter zum Österreichischen Abgeordnetenhaus                                    | 75    |       |
| 2. September  | Elizabeth Colenso               | Missionarin, Lehrerin und Übersetzerin für Englisch und Māori                                                       | 83    |       |
| 2. September  | Richard von Corswant            | deutscher Rittergutsbesitzer und Parlamentarier (MdPrA)                                                             | 63    |       |
| 2. September  | Edward Drory                    | deutsch-britischer Unternehmer                                                                                      | 60    |       |
| 2. September  | August Seidel                   | deutscher Landschaftsmaler                                                                                          | 83    |       |
| 2. September  | Hermann Staub                   | deutscher Jurist und Herausgeber                                                                                    | 48    |       |
| 3. September  | Tommy Fallot                    | evangelischer Pfarrer                                                                                               | 59    |       |
| 3. September  | Otto Försterling                | deutscher Genre- und Landschaftsmaler                                                                               | 61    |       |
| 3. September  | Heinrich Köbner                 | deutscher Dermatologe                                                                                               | 65    |       |
| 4. September  | Antonio Chiattone               | Schweizer Bildhauer                                                                                                 | 48    |       |
| 4. September  | Carlo von Erlanger              | deutscher Ornithologe und Forschungsreisender                                                                       | 31    |       |
| 4. September  | Martin Johnson Heade            | US-amerikanischer Maler                                                                                             | 85    |       |
| 5. September  | Carl L. Nippert                 | deutsch-amerikanischer Ingenieur, Jurist und Politiker                                                              | 51    |       |
| 6. September  | János Czecz                     | österreichischer Militärtechniker, Offizier und ungarischer Freiheitskämpfer                                        | 82    |       |
| 6. September  | Louis Deibler                   | französischer Scharfrichter                                                                                         | 81    |       |
| 6. September  | Adolf Groß                      | deutscher Ingenieur und Hochschullehrer                                                                             | 68    |       |
| 6. September  | Wilhelm von König               | Landrat Obertaunuskreis                                                                                             | 71    |       |
| 6. September  | Rudolph Lepke                   | deutscher Kunsthändler                                                                                              | 59    |       |
| 6. September  | Per Sivle                       | norwegischer Schriftsteller                                                                                         | 47    |       |
| 7. September  | Maria a’Becket                  | amerikanische Malerin                                                                                               | 65    |       |
| 7. September  | Jost Brunner                    | Schweizer Unternehmer und Politiker                                                                                 | 90    |       |
| 7. September  | Gustav Traun                    | österreichischer Hof- und Gerichtsadvokat und Politiker, Landtagsabgeordneter                                       | 60    |       |
| 7. September  | Achatz von Waldow               | deutscher Offizier, Rittergutsbesitzer und Parlamentarier                                                           | 52    |       |
| 10. September | Henry Butler Clarke             | britischer Historiker, Romanist und Hispanist                                                                       | 40    |       |
| 10. September | Aparicio Saravia                | uruguayischer Militär und Politiker                                                                                 | 48    |       |
| 10. September | Clement Cotterill Scholefield   | britischer Geistlicher, Pianist und Komponist                                                                       | 65    |       |
| 10. September | Oskar Wilhelm Schuster          | sächsischer Generalmajor                                                                                            | 70    |       |
| 10. September | Anthony Thornton                | US-amerikanischer Jurist und Politiker                                                                              | 89    |       |
| 10. September | Jose C. Zulueta                 | philippinischer Journalist und Herausgeber                                                                          | 27    |       |
| 12. September | Wilhelm Hastedt                 | deutscher Brauereibesitzer und Politiker (NLP), MdR                                                                 | 69    |       |
| 12. September | Bonifacio Oslaender             | deutscher Benediktiner und Abt von Sankt Paul vor den Mauern                                                        | 67    |       |
| 12. September | Karl Lorenz Rettich             | deutscher Landschaftsmaler                                                                                          | 63    |       |
| 12. September | Werner von Weiher               | deutscher Verwaltungsbeamter                                                                                        | 45    |       |
| 13. September | Wilhelm Mannstädt               | deutscher Kapellmeister, Schauspieler und Regisseur                                                                 | 67    |       |
| 14. September | Wilhelm Carl Heraeus            | deutscher Apotheker und Chemiker                                                                                    | 77    |       |
| 14. September | Arthur Meinig                   | deutsch-ungarischer Architekt                                                                                       | 50    |       |
| 15. September | François-Xavier Menoud          | Schweizer Politiker und Staatsrat                                                                                   | 83    |       |
| 16. September | Wilhelm Franz Epha              | ostpreußischer Düneninspektor                                                                                       | 75    |       |
| 16. September | Henry Lewis                     | US-amerikanischer Landschafts- und Genremaler                                                                       | 85    |       |
| 16. September | Gaston Thierry                  | deutscher Offizier und Verwaltungsbeamter in Togo und Kamerun                                                       | 38    |       |
| 17. September | Francisco Antonio Manzanares    | US-amerikanischer Politiker                                                                                         | 61    |       |
| 18. September | Herbert von Bismarck            | deutscher Politiker, MdR und Sohn von Otto von Bismarck                                                             | 54    |       |
| 18. September | Carl Gemander                   | deutscher Landrat                                                                                                   | 68    |       |
| 19. September | Albert Natalis                  | deutscher Kaufmann und Unternehmer                                                                                  | 73    |       |
| 19. September | François-Joseph Schmitt         | französischer Missionar                                                                                             | 65    |       |
| 19. September | Emil Thomas                     | deutscher Schauspieler und Theaterdirektor                                                                          | 67    |       |
| 20. September | Joseph Maria de Yermo y Parres  | mexikanischer Priester, Ordensgründer und Heiliger der katholischen Kirche                                          | 52    |       |
| 21. September | Chief Joseph                    | Nez Percé-Indianer                                                                                                  | 64    |       |
| 21. September | Alexis Langer                   | deutscher Architekt                                                                                                 | 79    |       |
| 21. September | Pelaheja Lytwynowa-Bartosch     | ukrainische Folkloristin                                                                                            | 70    |       |
| 22. September | Benjamin Matlack Everhart       | US-amerikanischer Mykologe                                                                                          | 86    |       |
| 22. September | Henning von Heydebreck          | preußischer Generalleutnant                                                                                         | 76    |       |
| 22. September | Max von Romberg                 | deutscher Fideikommissherr und Politiker, MdR                                                                       | 80    |       |
| 23. September | Émile Gallé                     | französischer Kunsthandwerker und Designer                                                                          | 58    |       |
| 23. September | George Anderson Lawson          | britischer Bildhauer                                                                                                |       |       |
| 24. September | Franklin Edson                  | US-amerikanischer Politiker                                                                                         | 72    |       |
| 24. September | Niels Ryberg Finsen             | dänischer Arzt und Nobelpreisträger                                                                                 | 43    |       |
| 24. September | Gustav Frank                    | protestantischer Theologe                                                                                           | 71    |       |
| 24. September | Colin Hunter                    | schottischer Maler und Radierer                                                                                     | 63    |       |
| 24. September | Hermann Kortum                  | deutscher Mathematiker                                                                                              | 67    |       |
| 24. September | Ludwig Marckert                 | deutscher Architekt                                                                                                 | 53    |       |
| 25. September | Peter Klausener                 | deutscher Verwaltungsbeamter                                                                                        | 59    |       |
| 25. September | Christian Julius von Massenbach | deutscher Verwaltungsbeamter, Regierungspräsident in Marienwerder                                                   | 71    |       |
| 26. September | Lafcadio Hearn                  | Schriftsteller irisch-griechischer Abstammung, dessen Werke das westliche Bild von Japan entscheidend geprägt haben | 54    |       |
| 26. September | Ernst zur Lippe-Biesterfeld     | Regent von Lippe (1897–1904)                                                                                        | 62    |       |
| 26. September | Carl Canaris                    | deutscher Industrieller                                                                                             | 52    |       |
| 27. September | Oskar Appelius                  | deutscher Architekt und preußischer Baubeamter                                                                      | 66    |       |
| 27. September | Ernst Hugo Berger               | deutscher Klassischer Philologe und Historischer Geograph                                                           | 67    |       |
| 27. September | David Grant Colson              | US-amerikanischer Politiker                                                                                         | 43    |       |
| 28. September | Adolf Brehmer                   | deutscher Rechtsanwalt und Politiker                                                                                | 64    |       |
| 28. September | Friedrich Caliga-Reh            | deutscher Opernsänger (Tenor)                                                                                       | 45    |       |
| 28. September | Hermann Strauch                 | deutscher Rechtswissenschaftler und Hochschullehrer                                                                 | 65    |       |
| 29. September | Hugo Knorr                      | deutscher Landschafts- und Marinemaler, Zeichner und Kunstprofessor                                                 | 69    |       |
| 29. September | Friedrich Eduard Krichauff      | deutsch-australischer Botaniker und Politiker                                                                       | 79    |       |
| 29. September | Alfred Nehring                  | deutscher Zoologe und Paläontologe                                                                                  | 59    |       |
| 30. September | George Frisbie Hoar             | US-amerikanischer Politiker                                                                                         | 78    |       |